# Dynamite (Jugendzeitschrift)
Dynamite war eine Zeitschrift, die zwischen 1974 und 1992 in den USA erschien. Die monatlich erscheinende Zeitschrift wandte sich an Kinder im Grundschulalter. Dynamite erschien bei Scholastic und wurde vor allem über Schulen und den Scholastic Buchclub vertrieben.

## Inhalt
Auffallend war das regenbogenfarbige Logo, das in einer Schreibschrift gestaltet war. Die Titelstory war meist einem Star der Popkultur gewidmet, der dann auch allein das Cover einnahm. Hierbei konnte es um Menschen gehen wie Michael J. Fox, Rick Springfield oder Lisa Whelchel, aber auch um fiktionale Persönlichkeiten wie Mork & Mindy, Miss Piggy oder Chewbacca. Feste Rubriken waren die Zaubertricks, die Magic Wanda (Linda Williams) erklärte, Parodien von Werbespots, Spiele, Puzzle und Rätselaufgaben sowie die sogenannten Bummers – humorvoll aufbereitete Frusterlebnisse, die die Leser einsendeten. Meist befand sich auch noch ein Bonusartikel beim Heft, wie Poster, Platten oder Baseball-Karten.
Die Kolumne Good Vibrations war eine Ratgeberkolumne, an die die Kinder mit ihren Problemen schreiben konnten, die Kolumne Hot Stuff widmete sich neuen Spielzeugen, Fernsehshows oder anderen Neuheiten. Die Puzzles präsentierte der Comic-Vampir Count Morbida, der populär genug wurde, dass ein eigenes Puzzlebuch unter diesem Namen erschien. Ein regelmäßiger Comic-Strip schilderte die Abenteuer des Duos Pam und Bill, die sich in die Superhelden Dawn-star und Nightglider verwandeln konnten. Zeitweise adoptierte das Magazin einen jungen Hengst, Foxy Fiddler, und schilderte in ausführlichen Fotostrecken über mehrere Jahre sein Aufwachsen.

## Vertrieb
Dynamite erschien vor allem im Rahmen des Scholastic Buchclubs. Schüler an angeschlossenen Grundschulen erhielten einmal im Monat eine Liste in der Schule, an der sie neue Bücher oder ein Dynamite-Magazin bestellen konnten. Einige Wochen später händigte der Lehrer dann die Bestellungen durch den Buchclub aus, darunter auch das Dynamite-Magazin.

## Geschichte
Erfunden wurde Dynamite von der Comicbuchautorin Jeanette Kahn. Diese gestaltete auch die ersten drei Ausgaben, bevor das Magazin für die nächsten 100 Ausgaben an Jane Stine überging und schließlich in die Hände von Linda Williams geriet. Dynamite war für Scholastic der größte Erfolg bis dahin. Es gelang dem Magazin, den vorher finanziell angeschlagenen Herausgeber zu einem erfolgreichen und expandierenden Medienunternehmen zu machen. Nach dem Erfolg von Dynamite gründete Scholastic das Schwestermagazin Bananas, das sich mit ähnlichen Inhalten an eine etwas ältere Klientel wendete.
Nachdem Mitte der 1980er der kommerzielle Erfolg des Dynamite Magazins langsam nachließ, änderte Scholastic das Konzept. Das Magazin erschien nur noch sechsmal im Jahr, die Zahl der Seiten im Farbdruck im Magazin ging zurück.
Auf dem Cover der ersten Ausgabe 1974 waren die Charaktere Hawkeye und Radar aus der Fernsehserie M*A*S*H. Auf dem Cover der letzten Ausgabe 1992 waren Julia Roberts und Arnold Schwarzenegger. Insgesamt erschienen 165 Ausgaben.